# مارک تی. دانده هی
مارک تی. دانده هی (به انگلیسی: Mark T. Vande Hei) فضانورد اهل کشور ایالات متحده آمریکا است که در ۱۰ نوامبر ۱۹۶۶ میلادی در فالز چرچ، ویرجینیا زاده شد.